# Monterotondo
Monterotondo er en italiensk by (og kommune) i regionen Lazio i Italien, med omkring 40.979(2023) indbyggere. 